# Turun Päivälehti
Turun Päivälehti var en socialdemokratisk dagstidning som från 1899 till 2001 utkom i Åbo.
Tidningen hette fram till 1906 Länsisuomen Työmies och därefter fram till 1951 Sosialisti med avbrott för 1919, då tidningens namn var Demokraatti. Turun Päivälehti hade större tyngd i samhällsdebatten än vad dess jämförelsevis lilla upplaga (som mest 11 200 exemplar 1981) kunde ge vid handen, detta bland annat tack vare chefredaktörer som Rafael Paasio (1942–1966), mångårig socialdemokratisk partiledare. Turun Päivälehti sammanslogs 2001 med huvudstadstidningen Suomen Sosialidemokraatti, varvid den Uutispäivä Demari uppstod, vilken ändrade namn till Demokraatti 2012.